# Baby Snakes (soundtrack)
Baby Snakes je soundtrack od Franka Zappy k filmu se stejným názvem (Baby Snakes). Bylo nahrané na konci října 1977 a vydané 28. března 1983.

## Seznam skladeb

### Strana jedna
1. "Intro Rap/Baby Snakes" – 2:22 (jen CD)
2. "Titties & Beer" – 6:13
3. "The Black Page #2" – 2:50
4. "Jones Crusher" – 2:53
5. "Disco Boy" – 3:51

### Strana dva
1. "Dinah-Moe Humm" – 6:37
2. "Punky's Whips" – 11:29

## Sestava
- Roy Estrada – zpěv
- Frank Zappa – klávesy, zpěv, kytara
- Adrian Belew – zpěv, kytara
- Tommy Mars – klávesy, zpěv
- Peter Wolf – klávesy
- Patrick O'Hearn – basová kytara
- Terry Bozzio – bicí, zpěv v "Titties And Beer"
- Ed Mann – perkuse